# Thiago Pethit
Thiago Fidanza Correa da Silva (São Paulo, 17 de setembro de 1982), mais conhecido como Thiago Pethit, é um cantor, compositor e ator brasileiro. Seu primeiro disco, chamado Berlim, Texas (2010), recebeu o prêmio Aposta MTV no VMB 2010, e teve a participação da atriz Alice Braga no videoclipe da música Nightwalker. Em 2011 o cantor foi mencionado numa lista do The Guardian, tocou no festival americano South by Southwest, e participou do programa Som Brasil da Rede Globo. Thiago também possui experiências envolvendo o audiovisual e atuou no filme Amores Urbanos.
Seu álbum Mal dos Trópicos (2019) foi considerado um dos 25 melhores do primeiro semestre de 2019 pela Associação Paulista de Críticos de Arte. Sua música Forasteiro foi parte da trilha sonora da novela de horário nobre Velho Chico, e a música Romeo foi trilha da série Shippados, distribuída pelo Globoplay.

## Discografia
- Em Outro Lugar (EP, 2008)[14]
- Berlim, Texas (2010)[15]
- Estrela Decadente (2012)[16]
- Rock’n’Roll Sugar Darling (2014)[17]
- Mal dos Trópicos (Queda e Ascensão de Orfeu da Consolação) (2019)[18]
- Romeo + (Single, 2020)[19]